# Beata Szymańska
Beata Szymańska (ur. 29 stycznia 1938 w Puławach, zm. 4 lipca 2025 w Krakowie) – polska historyk filozofii oraz poetka i prozaiczka.

## Życiorys
Jest absolwentką VII Liceum Ogólnokształcącego w Krakowie. W 1960 ukończyła studia polonistyczne, a w 1964 studia filozoficzne na Uniwersytecie Jagiellońskim. W 1974 roku uzyskała stopień doktora z dziedziny filozofii, a w 1988 doktora habilitowanego za rozprawę o filozofii polskiego modernizmu. Od 1964 była pracownikiem naukowym Instytutu Filozofii Uniwersytetu Jagiellońskiego, w latach 1990–1993 prodziekanem Wydziału Filozoficznego, od 1991 kierownikiem Zakładu Filozofii Wschodu, od 2000 kierownikiem Zakładu Filozofii Kultury. W 1998 otrzymała tytuł profesora nauk humanistycznych.
Wiele uczyniła w dziedzinie dociekań nad filozofią Wschodu i odegrała doniosłą rolę w rozwoju takich badań na Uniwersytecie Jagiellońskim:

Badania w zakresie filozofii Wschodu prowadzone w instytucie zyskały uznanie w kraju i za granicą dzięki wysiłkom emerytowanej prof. dr hab. Beaty Szymańskiej, dr hab. Marty Kudelskiej i ich koleżanek i kolegów.

{{Cytat}} Nieprawidłowe/puste pola: "styl". Linki zewnętrzne: "źródło".
W roku 2001 pod redakcją Beaty Szymańskiej ukazał się podręcznik filozofii Wschodu, obejmujący swym zakresem filozofię Indii, Chin, Tybetu i Japonii. Ten podręcznik stał się absolutną nowością na polskim rynku wydawniczym.
Jako pisarka debiutowała w 1961 roku na łamach prasy. Również tłumaczy utwory literatury pięknej. W 2014 roku otrzymała nominację do Nagrody Poetyckiej im. K.I. Gałczyńskiego za tom Złota godzina.
Jej mężem był Jerzy Aleksandrowicz.

## Twórczość wybrana

### Książki
- Sny o porządku
- Sztychy reńskie
- Trzciny
- Immanuel Kant
- Poeta i nieznane
- Co to jest strukturalizm
- Wiersze
- Berkeley znany i nieznany
- Przeżycia i uczucia jako wartości filozofii polskiego modernizmu
- Filozofia Wschodu, praca zbiorowa pod red. Beaty Szymańskiej, 2001.
  - Beata Szymańska: Buddyzm chan. W: Beata Szymańska: Filozofia Wschodu. Pod redakcją Beaty Szymańskiej. Kraków: Wydawnictwo Uniwersytetu Jagiellońskiego, 2001, s. 261–267. ISBN 83-233-1487-X.
  - Beata Szymańska: Buddyzm w Japonii. W: Beata Szymańska: Filozofia Wschodu. Pod redakcją Beaty Szymańskiej. Kraków: Wydawnictwo Uniwersytetu Jagiellońskiego, 2001, s. 269–283. ISBN 83-233-1487-X.
- Słodkich snów Europo, 2005.
- Chiński buddyzm chan, 2009.

### Artykuły
- B. Szymańska. Buddyjska etyka współczucia i etyka "wspólodczuwania" Maxa Schelera. „Studia Filozoficzne”, s. 141–150, 1990. W-wa.
- B. Szymańska. Milczenie jako przedmiot wypowiedzi. „Przegląd Filozoficzny N.S.”. 7 (3). s. 79–88. W-wa.

### Tłumaczenia
Daisetz T. Suzuki: Zen i kultura japońska. Tłum. Beata Szymańska, Piotr Mróz, Anna Zalewska. Kraków: Wydawnictwo Uniwersytetu Jagiellońskiego, 2009, s. 261–267. ISBN 978-83-233-2763-9.

## Ordery i odznaczenia
- Krzyż Kawalerski Orderu Odrodzenia Polski (2005)[8]
- Złoty Krzyż Zasługi
- Srebrny Krzyż Zasługi
- Medal Komisji Edukacji Narodowej
- Brązowy Medal „Zasłużony Kulturze Gloria Artis” (2015)[9]

Źródło:.

## Nagrody
- Nagroda Krakowska Książka Miesiąca za książkę Anioły mojej ulicy (2001)[11]
- nominacja do Nagrody Poetyckiej im. K.I. Gałczyńskiego – Orfeusz za tom Złota Godzina (2014)[8]
- Nagroda Miasta Krakowa w dziedzinie kultury i sztuki (2018)[12]